# 外科手术式打击
外科手術式打擊（英文：Surgical strike），指使用十分精準的巡弋飛彈或炸彈摧毀目標物，摧毀目標的效果可以達到如同外科手術切除的那樣精確乾淨，而不會傷及目標以外的物體。藉此避免大規模的地毯式轟炸所造成的大量無辜傷亡、不必要的建物損毀和武器的浪費。
但是這樣的攻擊方式，所能達成的實際效果可能會仍然有限。雖然從地毯式的狂轟濫炸轉變成目標導向的精確攻擊，但是事前蒐集情報的品質與準確度對於攻擊目標的選定仍然十分重要。即使是外科手術式的打擊，如果目標為一座小學或中學，仍舊會造成不必要與預期外的傷亡。此外轟炸所造成的殺傷力仍然十分可觀，即便是小範圍準確的攻擊，仍無法避免會對周遭無辜民眾造成傷害。
1969年8月，珍宝岛事件后中苏矛盾升级，美国媒体曾报道苏联计划对中国实施“外科手术式”核打击。
1. ↑  我看中苏关系近四十年变迁 （页面存档备份，存于）[J].周晓沛 中国共产党新闻 人民网 转载自 百年潮,2007(12):12-18.DOI:10.16624/j.cnki.11-3844/d.2007.12.012.